# Šantaž
Šantaž (in russo Шантаж?) è un singolo del cantante bielorusso Maks Korž, pubblicato il 13 giugno 2019.

## Video musicale
Il video musicale, diretto dall'artista stesso, è stato reso disponibile in concomitanza con l'uscita del brano.

## Tracce
Testi e musiche di Maksim Anatolevič Korž.
1. Šantaž – 3:13

## Classifiche
| Classifica (2019) | Posizione massima |
| ----------------- | ----------------- |
| Estonia           | 40                |
| Lettonia          | 11                |
| Lituania          | 99                |